# Ian Thompson (Marathonläufer)
Ian Reginald Thompson (* 16. Oktober 1949 in Birkenhead) ist ein ehemaliger britischer Marathonläufer. Der 1,67 m große und in seiner Wettkampfzeit 60 kg schwere Thompson wurde 1974 Europameister.
Thompson war ein durchschnittlicher Bahnläufer, als er am 27. Oktober 1973 bei der AAA im Marathonlauf antrat, damit sein Verein Luton United eine vollständige Mannschaft an den Start bringen konnte. Thompson gewann den Lauf und die Meisterschaft in 2:12:40 Stunden, der bis dahin schnellsten Zeit eines Marathondebütanten. Damit hatte er sich für die englische Mannschaft bei den British Commonwealth Games 1974 qualifiziert, die Ende Januar in Christchurch stattfanden. Im schnellsten Marathonlauf, der je bei Commonwealth Games gelaufen wurde, siegte Thompson in 2:09:12 Stunden mit britischem Rekord und zwei Minuten Vorsprung auf den zweitplatzierten Jack Foster aus Neuseeland. 
Nachdem er im Frühjahr 1974 auch den Athen-Marathon gewonnen hatte, war der am 8. September in Rom stattfindende Europameisterschafts-Marathon sein vierter Lauf über die klassische Distanz und auch diesen Lauf gewann er. Schon bei den ersten Zwischenzeiten lag er in Führung und im Ziel hatte er in 2:13:18,8 Stunden anderthalb Minuten Vorsprung auf Eckhard Lesse aus der DDR. 
1976 konnte sich Thompson, von Krämpfen gepeinigt, nicht für die Olympischen Spiele in Montreal qualifizieren. Durch einen Sieg bei der AAA-Meisterschaft 1980 qualifizierte sich Thompson für seine einzige internationale Meisterschaft nach 1974, musste jedoch bei den Olympischen Spielen 1980 in Moskau aufgeben. Thompson gehörte von 1973 bis 1982 zu den besten britischen Marathonläufern. 1982 gewann er den Paris-Marathon.
Seine Frau Margaret gehörte zu den ersten erfolgreichen britischen Marathonläuferinnen. Sie stellte 1975 in Korso, Finnland, mit 3:07:47 Minuten einen britischen Rekord auf, sodass das Ehepaar Thompson für einige Monate den britischen Rekord für Männer und Frauen hielt.